# Martha Wærn
Martha Wærn, född 1741, död 1812, var en dansk filantrop och legatstiftare. 
Hon var född i Oslo i Norge som dotter till den rike borgaren Paul Haslef (1706-81) och Anne Brun (1713-41). Hon gifte sig 1771 med sin systers änkling, ämbetshavaren Morten Wærn (d. 1796). Från 1781 levde hon i Köpenhamn i Danmark. 1810 utverkade hon kungligt tillstånd att bära titeln geheimekonferensrådinde af første klasse. 
Hon är främst känd som grundare av Det Wærnske Institut, ett utbildningsinstitut för flickor som finansierades genom hennes testamente och vars riktlinjer hon själv upprättade. Skolan skulle utbilda föräldralösa borgardöttrar i främst religion och hushållskunskap för en framtid som hustrur och mödrar, men också för att ge dem möjlighet att försörja sig själva om de inte skulle lyckas bli gifta, något som var en typiskt representativ tanke i tiden för de idéer som då började bli moderna för den utbildning för flickor man kring år 1800 började propagera för.      